# AJ Applegate

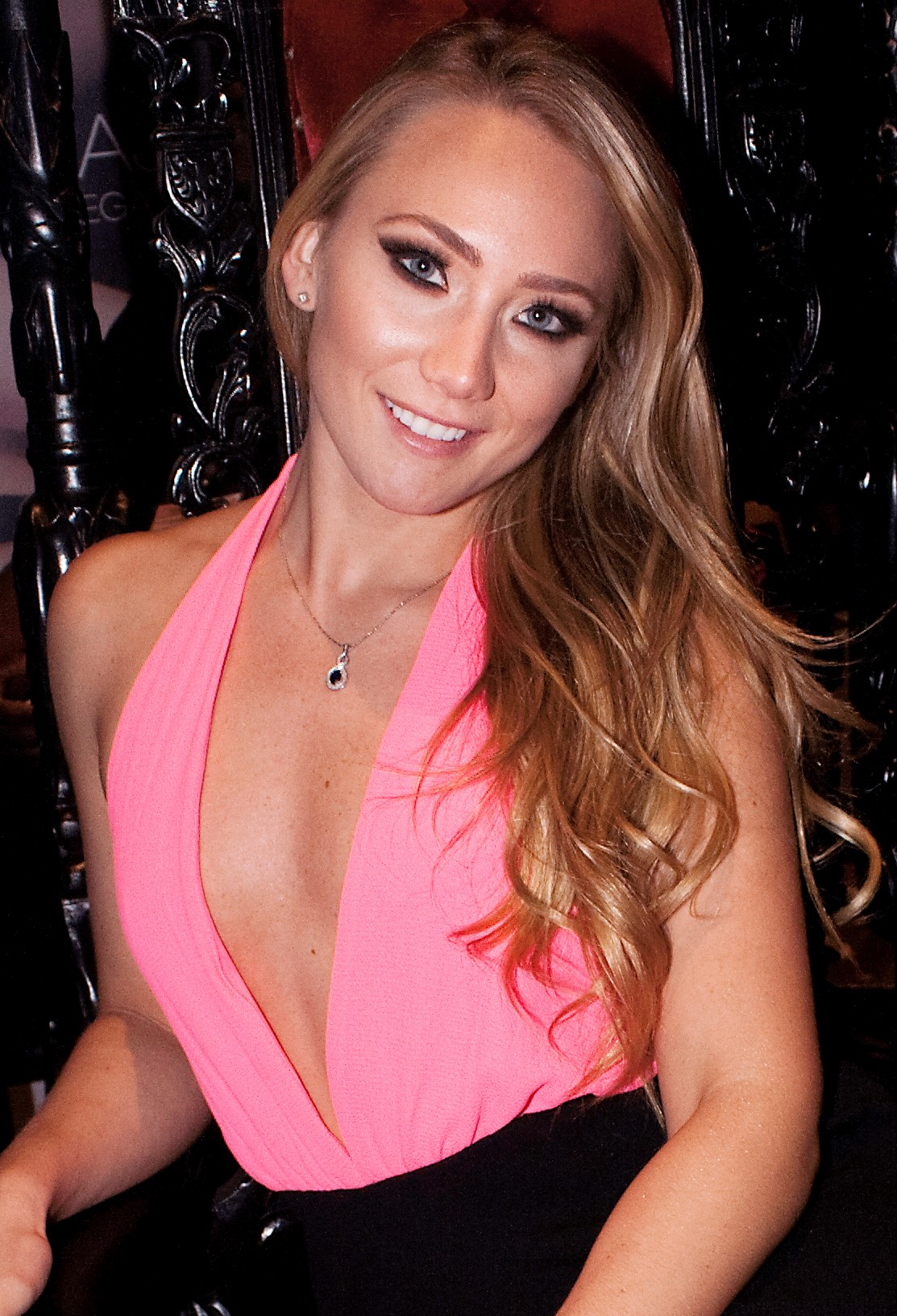
AJ Applegate auf der AVN Adult Entertainment Expo 2016

AJ Applegate, bürgerlich Danielle Corin (* 23. September 1989 in Massapequa, New York, USA), ist eine ehemalige US-amerikanische Pornodarstellerin.

## Leben
AJ Applegate ist deutsch-italienischer Abstammung. Den Großteil ihrer Kindheit und Jugend verbrachte sie im Bundesstaat Connecticut. Vor ihrem Karrierebeginn in der Pornoindustrie betätigte sie sich 14 Jahre lang als Cheerleaderin und Tänzerin. Mit 19 begann sie als Stripperin in einem Nachtklub in Hartford, Connecticut sowie als Nacktmodel zu arbeiten.
Applegate begann ihre Karriere in der Hardcorebranche im Jahr 2012 im Alter von 23 Jahren unter dem Namen Kaylee Evans. Als sie bemerkte, dass beide Namen ziemlich gängig in der Branche sind, änderte sie ihn in AJ Applegate. Grund für diese Wahl war die persönliche Vorliebe für Unisex-Namen und die Tatsache, dass man ihr oft sagte, sie habe Ähnlichkeit mit der Schauspielerin Christina Applegate. Im Jahre 2014 wurde sie bei den XRCO Awards als Best New Starlet of the Year ausgezeichnet. Seit ihrem Karrierebeginn hat Applegate mehr als 900 Filme gedreht, unter anderem für die Studios Jules Jordan Video, Evil Angel, Brazzers, Wicked Pictures, Girlfriend Films, Mile High, Elegant Angel und Bang Productions. Sie ist bekannt für ihre Darbietungen in Filmen der Genres Anal, Squirting und Interracial. 2021 gab Applegate das Ende ihrer Karriere als Darstellerin bekannt.
Applegate arbeitet als Tanzlehrerin. Seit 2014 hat sie Trainer-Zertifikate für mehrere Formen des Zumba.

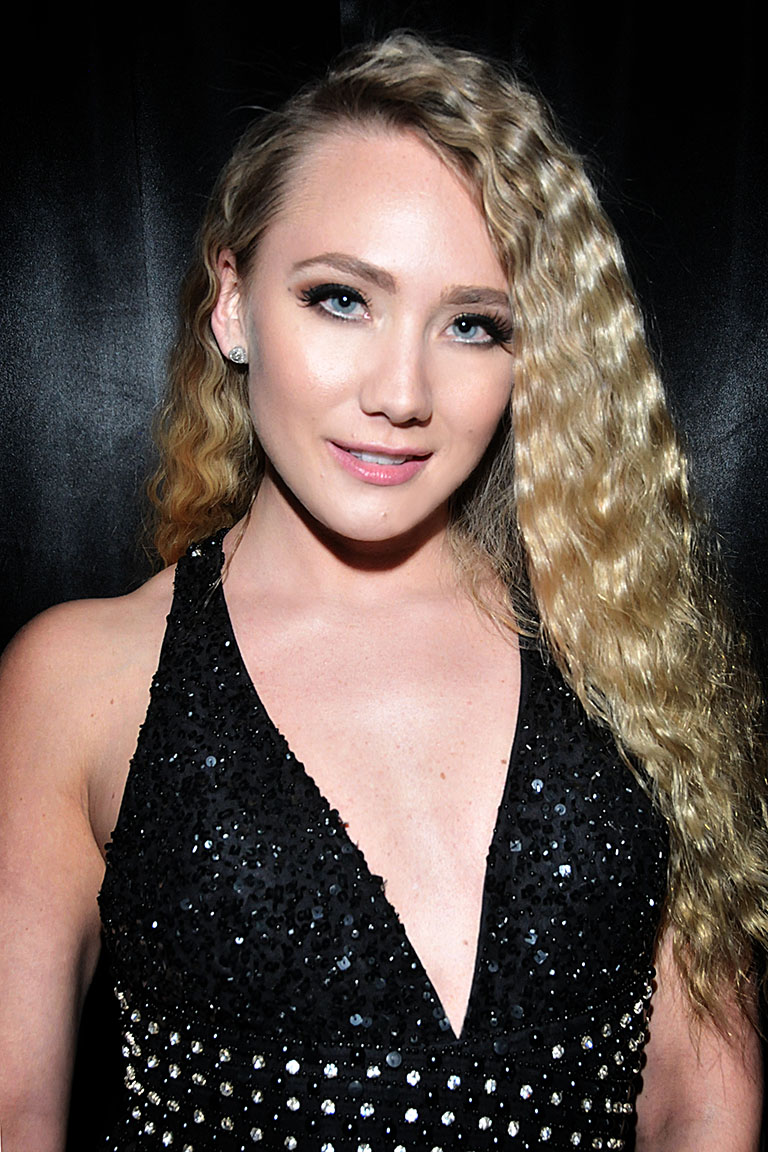
AJ Applegate bei den AVN Awards 2015

Applegate lebt in Redlands, Kalifornien. Im März 2019 starb ihr Lebensgefährte Bill Bailey, der ebenfalls in der Pornobranche tätig war, bei einem Sturz vom Balkon eines Hotels in Mexiko-Stadt. Am 8. Dezember 2019 wurde ihr erster Sohn geboren.

## Auszeichnungen
- 2013: XCritics Editor’s Choice Award als Best New Starlet
- 2013: Miss BangBros als New Cummer[13]
- 2014: XRCO Award als Best New Starlet
- 2015: XBIZ Award für Best Scene – Feature Movie (in Shades of Scarlet, mit Mr. Pete)
- 2015: NightMoves Award für Best Butt
- 2015: AVN Award für Best Group Sex Scene (in Gangbang Me)[14]
- 2016: XRCO Award als Orgasmic Analist of the Year

## Filmografie (Auswahl)
- 2012: Beach Babe
- 2012: Big Butt Bouncing
- 2012: Girl Next Door 12
- 2013: Open the Applegates
- 2013: Flesh Hunter 12
- 2013: Fishnets 12
- 2013: Insane Gloryhole Cum Swallowers
- 2013: Internal Injections 8
- 2013: Wet Asses 2
- 2013: Big Anal Asses 1
- 2013: Ass Worship 14
- 2013–2014: Strap Attack 17, 18
- 2014: Bed Time AJ Style
- 2014: Facialized
- 2014: Yoga Girls 3
- 2014: Filthy Fuck 2
- 2014: Oil Overload 11
- 2014: Gangbang Me
- 2014: The P.O.V. Sphinctacular 2
- 2014: Rock and Footjob
- 2014: Yoga Butt Sluts
- 2014: Mr. Anal 14
- 2015: AJ, Karlee and Morgan Triple BJ
- 2015: Suck Balls 4
- 2015: This Ain’t the Interview XXX: This is a Parody
- 2015: Bullet to the Top
- 2015: Supernatural
- 2015: DP Me 3
- 2015: Straight outta Chatsworth
- 2016: AJ Applegate Pours It on
- 2016: AJ Applegate: No Limits
- 2016: Cock Gargling Fun With Morgan, Karlee, And AJ
- 2016: Faces of Alice
- 2016: Sexy Sheer Lingerie
- 2016: Telepathy: A Mantis Origin Story
- 2016: Lesbian Workout 2
- 2016: Booty Lust
- 2016: Oil Explosion 1
- 2016–2019: Tonight’s Girlfriend 58, 83
- 2016: Squirt Queen
- 2016: The Art of Anal Sex 3
- 2016: Babysitting The Baumgartners
- 2017: Adventures with the Baumgartners
- 2017: ATK Grind Against The Machine 11
- 2017: Face Fucked 6
- 2017: Home Coming
- 2017: My First Interracial 9
- 2017: Strong Armed That Pussy
- 2017: Swallowed 10
- 2017: Tit for Tat
- 2017: Tug Jobs 46
- 2017: Video Game Cosplay Fuck
- 2017: Wannabe Stripper
- 2017–2019: Girl Squirt 1 & 2
- 2018: AJ's Mouthful Of Passion
- 2018: Showcases Chapter 2
- 2018: Throated Superstars 2
- 2019: 2 Chicks Same Time 26
- 2019: He Made Her Squirt
- 2019: Monster Curves 35
- 2019: Toe-tally Obsessed
- 2021: Feels Like Summer: Laney Lena and AJ
- 2021: Follow The Squirt
- 2021: Ass Loving Lesbians
- 2021: Pussy Lust 10
- 2021: Your Private Yearbook
- 2023: Girls Who Love Girls 3
- 2023: Lez Massage Each Other